# Алессія Руссо
Алессія Міа Тереза Руссо (англ. Alessia Mia Teresa Russo, нар. 8 лютого 1999, Мейдстоун) — англійська футболістка, нападниця англійського клубу «Арсенал» і збірної Англії.